# Taur Matan Ruak
José María de Vasconcelos, conegut pel seu pseudònim Taur Maten Ruak (Osso Huna, Baguia, districte Baucau, 10 d'octubre de 1956), és un polític i militar de Timor Oriental i president del seu país. El seu nom de guerra significa dos ulls vius en Tetum.
Taur Maten Ruak va ser el líder de l'ala militar de Resistència Timorense (Falintil) durant la fase final de l'ocupació indonèsia.
Després de la independència de Timor-Leste es va convertir en Cap d'Estat Major al setembre de 2011, càrrec al qual va dimitir per convertir-se en candidat per a les eleccions del 16 d'abril de 2012.
En l'elecció presidencial va ser el candidat més votat amb el 60,85% dels vots, esdevenint així nou president del país.